# Angélique Kidjo
 Angélique Kidjo (født 14. juli 1960 i Ouidah, Benin) er en afrikansk sangerinde, der nu er bosat i USA.

## Diskografi
- Parakou (1989)
- Logozo (1991)
- Aye (1994)
- Fifa (1996)
- Oremi (1998)
- Black ivory soul (2002)
- Oyaya (2004)
- Djin Djin (2007)
- ÕYÖ (2010)